# Ceratogyrus hillyardi
Ceratogyrus hillyardi är en spindelart som först beskrevs av Smith 1990.  Ceratogyrus hillyardi ingår i släktet Ceratogyrus och familjen fågelspindlar.
Artens utbredningsområde är Malawi. Inga underarter finns listade i Catalogue of Life.